# 자가불화합성
자가불화합성(自家不和合性, 영어: self-incompatibility, SI)은 유성 생식을 하는 생물의 자가수정을 막는 여러 유전적 매커니즘의 일반명이며, 이로 인해 이종 교배와 타가 수분(타화 수정)이 장려된다. 개체 간 성 분리(자웅이주, dioecy), 그리고 자웅이위(herkogamy), 자웅이숙(dichogamy) 분리의 여러 방식과 대별된다.
자가불합화성은 속씨식물에서 특히 흔히 관찰되고 가장 많이 연구되지만 해초강과 균계를 포함한 다른 그룹에서도 존재한다. 자가불합화성을 보이는 식물에서 생성된 꽃가루가 대립유전자나 유전자형이 일치하는 동일 식물 또는 다른 식물의 암술머리에 도달하면 꽃가루 발아, 화분관 성장, 밑씨 수정, 배 발달 과정이 억제되며 궁극적으로 씨가 생산되지 않는다. 자가불합화성은 근친교배를 막는 가장 중요한 수단 가운데 하나이며 식물의 새 유전형의 생성을 제고하며 땅 위에서 속씨식물의 확산과 성공의 원인들 가운데 하나로 간주된다.

## 같이 보기
- 자가수정
- 타가 수분